# 龐德山
62°57′S 60°33′W / 62.950°S 60.550°W
龐德山（英語：Mount Pond），是南極洲的山峰，位於南設得蘭群島的欺骗岛，處於彭杜拉姆灣東南面2.8公里，海拔高度550米，在1829年由英國探險隊命名和繪入地圖，現時由南極條約體系管理。